# Luwr (pałac)

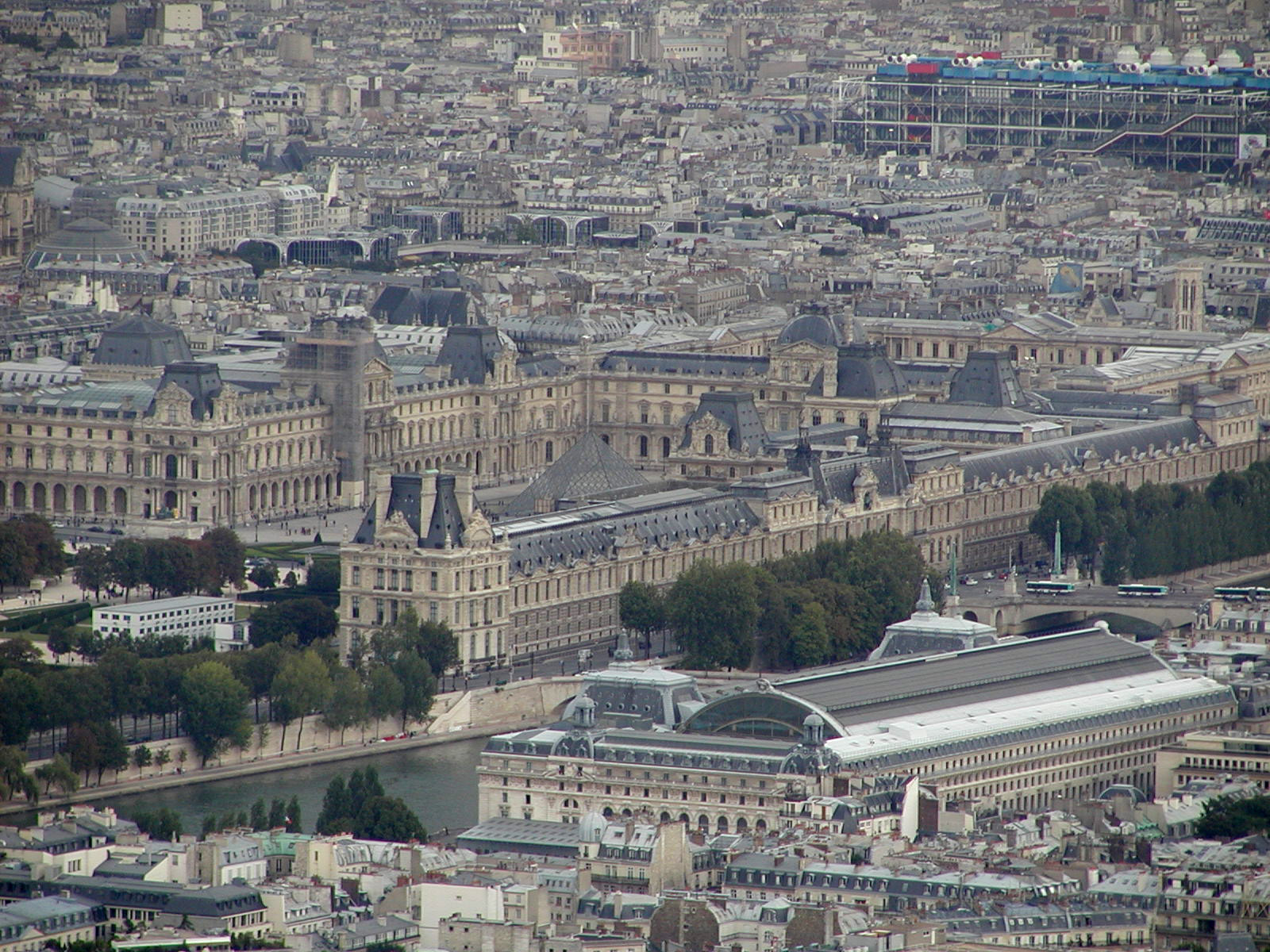
Widok na Luwr z wieży Eiffla. Na pierwszym planie Musée d’Orsay, w głębi Centre Pompidou

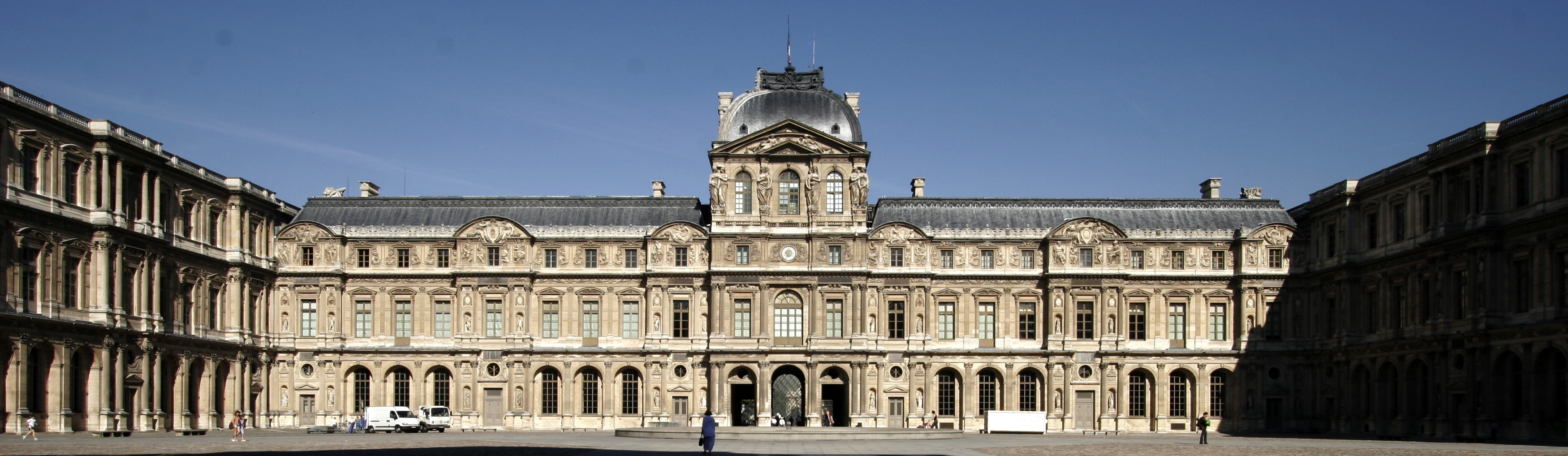
Dziedziniec Cour Carrée „Starego Luwru” z pawilonami Lescota oraz Sullyego i Lemerciera

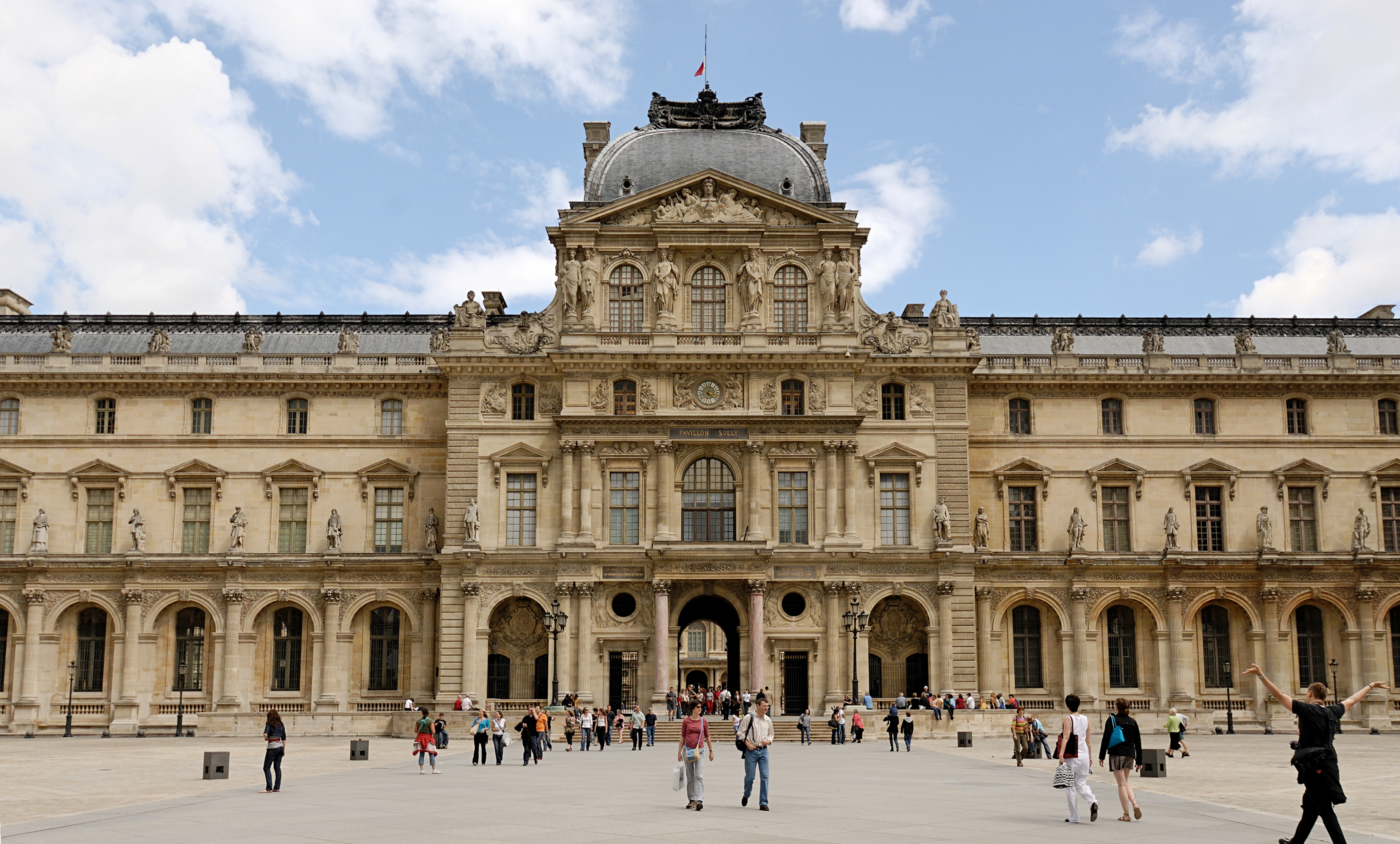
Luwr – pawilon Sully

Luwr (fr. Louvre, Palais du Louvre) – dawny pałac królewski w Paryżu, obecnie mieszczący największe na świecie muzeum sztuki, ponadto mieści wiele instytucji o charakterze naukowym (m.in. École du Louvre). Jedna z największych historycznych rezydencji w Europie. Stanowi jeden z ważniejszych punktów orientacyjnych Paryża, położony jest przy prawym brzegu Sekwany w obrębie Pierwszej Dzielnicy. W obecnym stanie Luwr jest dziełem renesansowej, barokowej, klasycystycznej i eklektycznej architektury, a jego poszczególne elementy tworzą potężny gmach zbudowany na planie zbliżonym do wydłużonego  prostokąta. Składa się z trzech części, najstarszej wschodniej z zabudowaniami wokół Cour Carree, południowej z XVII i XVIII w. oraz północnej z pierwszej połowy XIX w. W kompleksie budynków o całkowitej powierzchni wynoszącej 60 600 metrów kwadratowym znajduje się muzeum liczące około 35 000 dzieł sztuki światowego dziedzictwa od czasów najdawniejszych po połowę wieku XIX, w tym tych o największej sławie  jak np. stela z kodeksem Hammurabiego, Nike z Samotraki, Mona Lisa pędzla Leonarda.
U schyłku XII wieku, król Filip II August wzniósł w tym miejscu zamek warowny. W drugiej połowie XIV wieku Karol V Mądry uczynił z zamku rezydencję królewską. W XVI wieku Franciszek I zamienił tę budowlę w monumentalny renesansowy pałac. W 1672, Ludwik XIV przeprowadził się do Wersalu, natomiast w Luwrze zostawił bogatą kolekcję dzieł sztuki antycznej. W 1692, gmach został siedzibą Académie des Inscriptions et Belles Lettres oraz Académie Royale de Peinture et de Sculpture, w roku 1699 Akademia zorganizowała pierwszy Salon wystawowy. Podczas rewolucji francuskiej Zgromadzenie Narodowe wydało dekret o zamienieniu pałacu królewskiego na muzeum.
Położony jest w centrum historycznym Paryża – między prawym brzegiem Sekwany, a ulicą Rivoli oraz ogrodami Tuilerie, a kościołem Saint Germain l’Auxerrois. Luwr położony jest na jednej linii z Polami Elizejskimi, wchodząc w skład tzw. osi historycznej Paryża. Po zniszczeniu podczas Komuny Paryskiej a następnie rozebraniu Pałacu Tuileries oś uległa wydłużeniu o dawny dziedziniec zwany Cour Carrousel.

## Średniowieczna warownia i zamek królewski

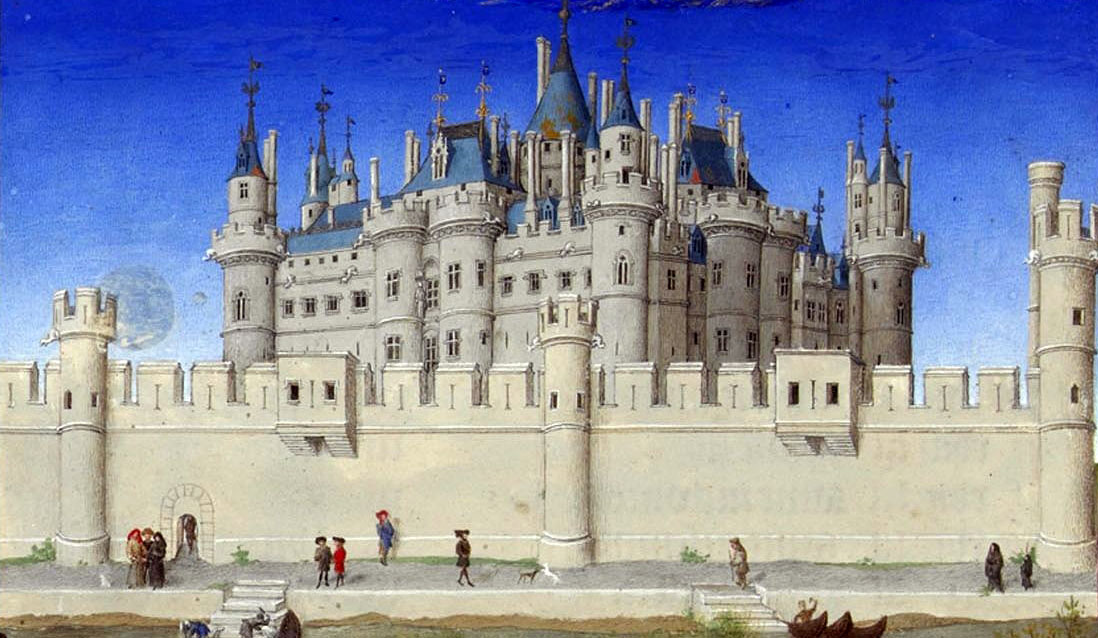
Widok gotyckiego Luwru według miniatury w Bardzo bogatych godzinkach księcia de Berry

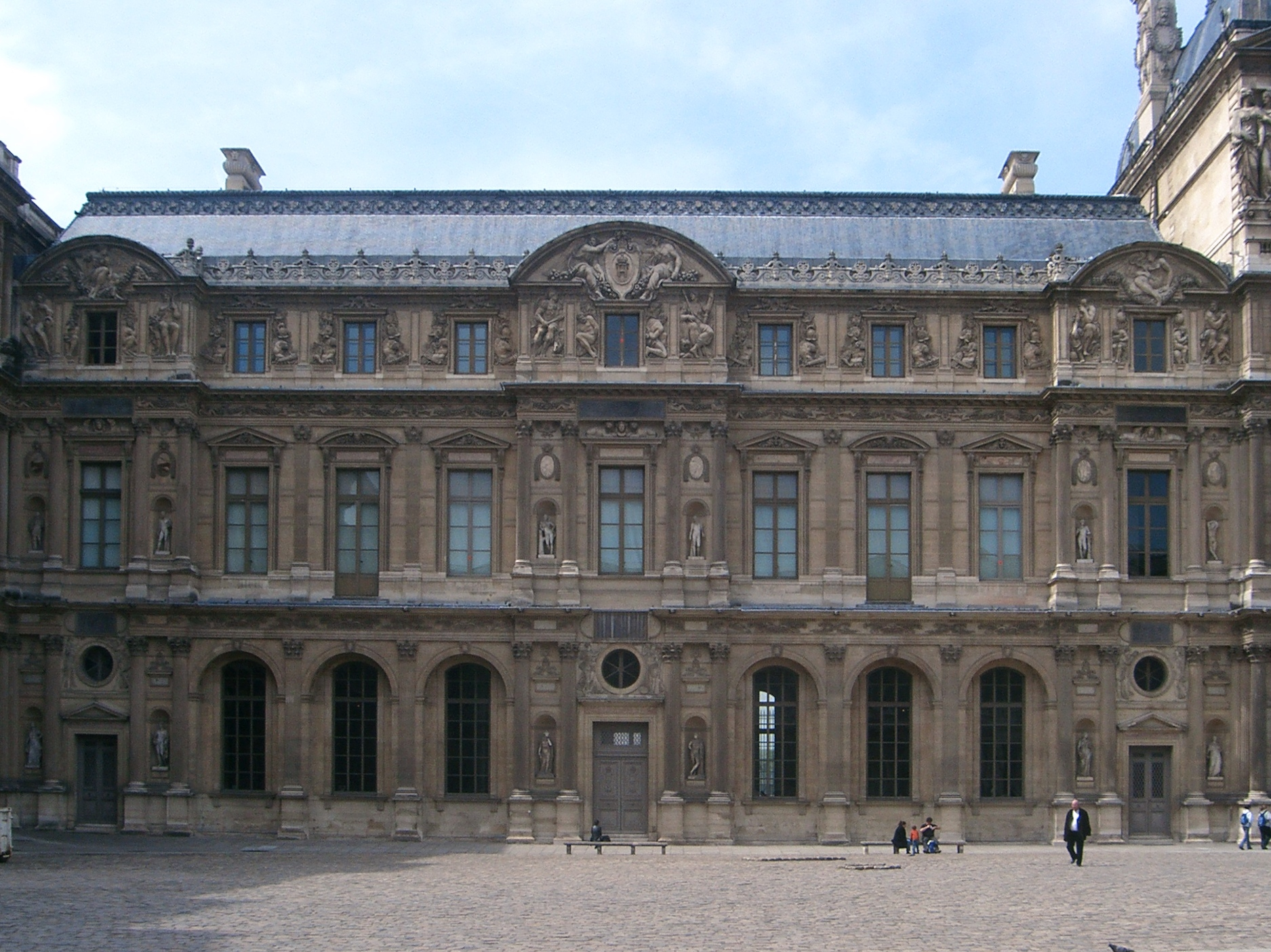
Najstarsza zachowana część Luwru. Pierre Lescot (projekt) i Jean Goujon (dekoracja rzeźbiarska).

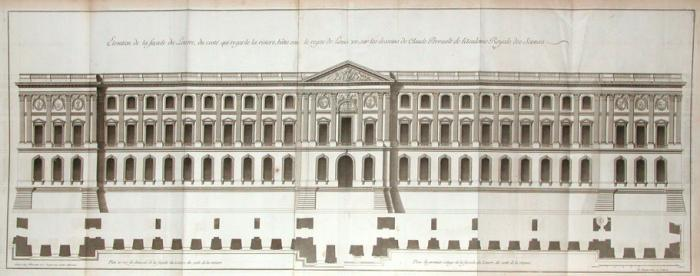
Projekt fasady wschodniej według Claude Perraulta

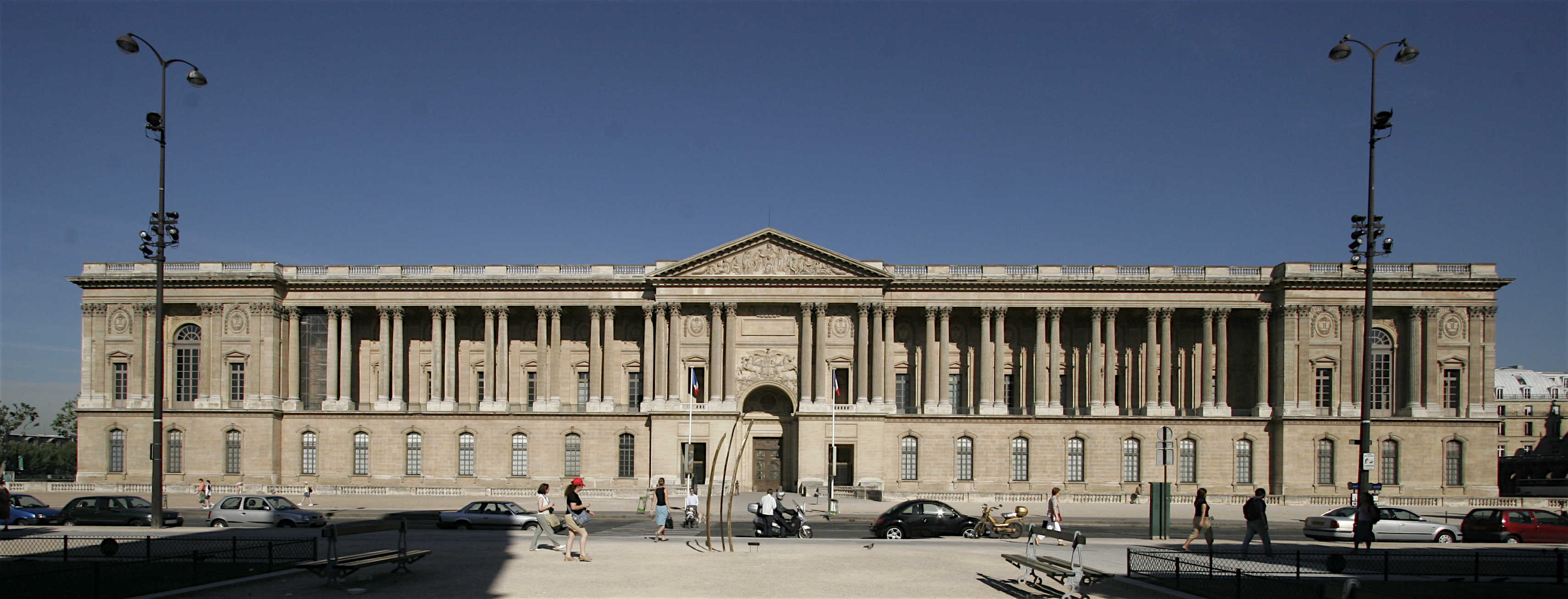
..i realizacja.

Luwr ma metrykę sięgającą XII wieku. Za panowania Filipa II Augusta wzniesiono poza murami Paryża zamek warowny z centralnym donżonem w celu zabezpieczenia miasta od północnego zachodu, gdzie spodziewano się ataku wojsk rywalizujących z Kapetyngami Plantagenetami, którzy wówczas posiadali własne domeny na terenie zachodniej Francji (Akwitania, Gaskonia, Prowansja, Langwedocja), ponadto sprzymierzone z królem angielskim było księstwo Normandii, położone właśnie od północnego zachodu od Île-de-France. Fragmenty zamku widoczne są w podziemiach, które stanowią dziś rezerwat archeologiczny stanowiący część ekspozycji poświęconej historii Luwru. Nie jest wykluczone iż król wzniósł zamek na zrębie wcześniejszej budowli obronnej.
W II połowie XIV wieku Karol V przebudował warownię w reprezentacyjny zamek. Nieco wcześniej zamek został włączony do miasta ponieważ Paryż otoczono nowym pierścieniem murów. Monarcha przeniósł swoją siedzibę ze starego zamku położonego na wyspie Cite. Rdzeniem budowli był okrągły w planie dawny donżon, który monarcha umieścił w czworobocznym dziedzińcu, wokół niego wzniesiono zabudowania o jednolitej wysokości. Kształt jest znany ze względu na zachowane dolne partie murów. Zamek miał plan zbliżony do kwadratu w narożach były okrągłe w planie baszty częściowo wtopione w lico murów, ponadto w każdej elewacja były pomniejsze baszty, od strony wschodniej para baszt flankowała główną bramę. Ponadto zamek był otoczony własnymi murami. Sam budynek zamku zajmował 1/4 zabudowań wschodniej części obecnego Luwru; czworoboku wokół dziedzińca Cour Caree. Architektura zamku jest znana z ikonografii, najważniejszym tego typu źródłem jest miniatura miesiąca października w Bardzo bogatych Godzinkach księcia de Berry namalowanych przez Braci Limbourg.

## Luwr nowożytny
W XVI stuleciu za panowania Franciszka I i Henryka II od 1546 r. rozpoczęto przebudowę zamku w stylu francuskiego renesansu. Prace rozpoczęto od 1546. Nową budowlę zaprojektował Pierre Lescot, która pierwotnie miała mieć plan prostokąta z wielkim dziedzińcem (Cour Carree), jednakże ostatecznie architekt przyjął plan kwadratu. Za życia Lescota wzniesiono jedynie część skrzydła zachodniego od strony południowej. Jest to najstarsza część obecnego Luwru. Architekt swobodnie zastosował tu formy klasyczne łącząc je z francuską tradycją (wysokie dachy z lukarnami). Budynek ten charakteryzuje się harmonijną artykulacją elewacji za pomocą trzech ryzalitów rytmiką prostokątnych, okien zwieńczonych trójkątnymi i półowalnymi frontonami oddzielonych pilastrami, arkadami na parterze. Ponadto elewacje mają dekorację rzeźbiarską w niszach i zwieńczeniach ryzalitów. Wraz z rzeźbiarzem Jeanem Goujonem Lescot wzniósł Wielką Salę (Sala Kariatyd) pokłosie sprowadzenia przez Henryka II figury Artemidy. Za panowania Katarzyny Medycejskiej powstała koncepcja połączenia istniejących zabudowań Luwru z budowanym wówczas pałacem Tuileries. Realizacja koncepcji trwała długo. Za panowania Henryka IV ukończono Małą Galerię (Petit Gallerie) i rozpoczęto prace przy Wielkiej Galerii (Grand Gallerie). Budowę prowadzili architekci Louis Metezeau i Jeana Baptiste’a Ducerceau mł. Za Ludwika XIII wzniesiono Pavillon de l'Horloge, który jest dziełem Jaques'a Lemerciera z 1624 r., za panowania Ludwika XIV zamknięto Cour Carree zabudowaniami projektu Louisa Le Vau, Charles’a Le Bruna i Claude’a Perraulta. Ten ostatni jest projektantem reprezentacyjnej fasady wschodniej z trzema ryzalitami połączonymi monumentalną kolumnadą. Wcześniej bo w 1665 odrzucono koncepcję skrzydła wschodniego zaprojektowaną przez Gianlorenzo Berniniego.

## XIX wiek

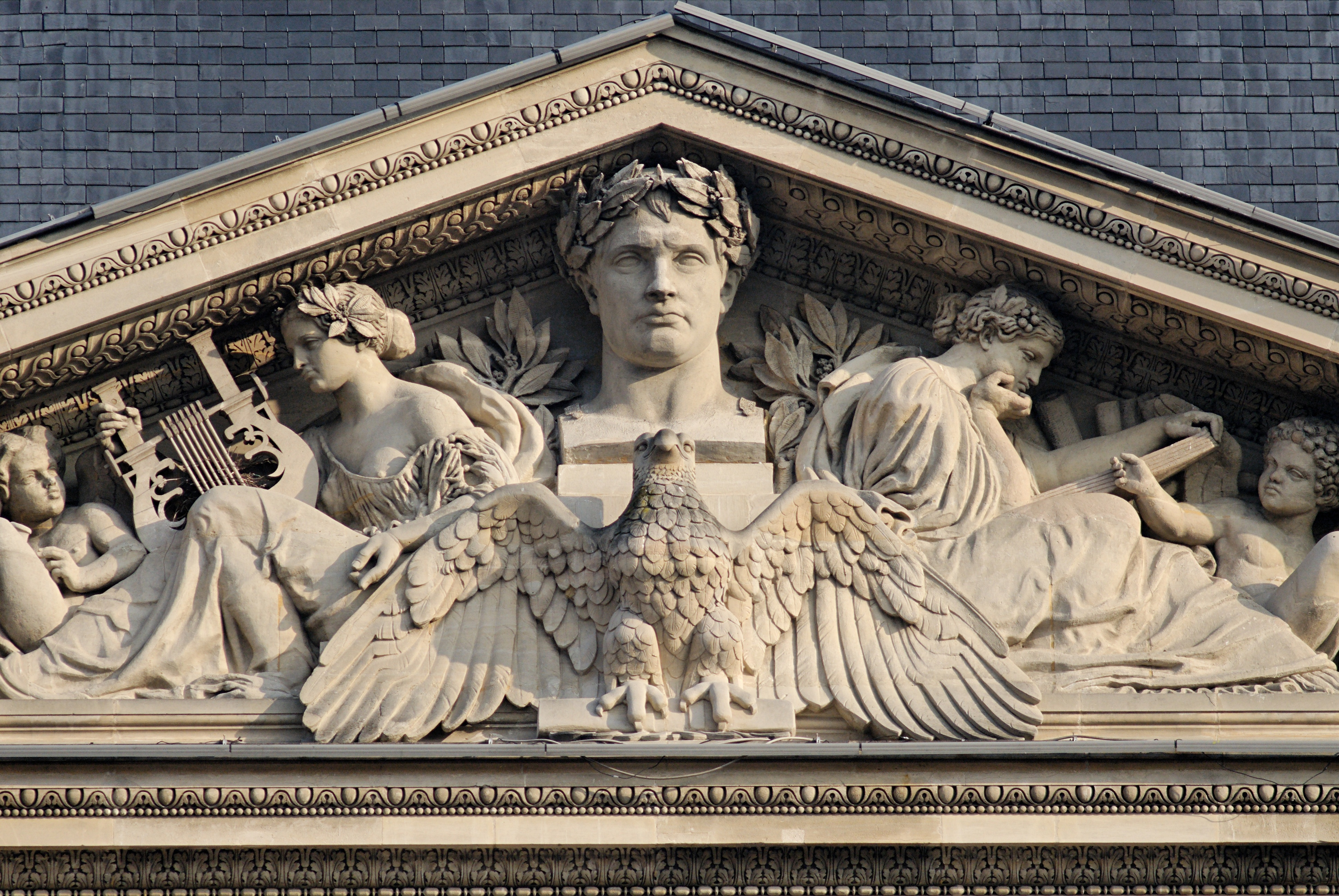
Fragment przyczółka Pawilonu de Marsan z wizerunkiem Napoleona I. Dzieło Antoine’a-Louisa Barye z 1857 r.

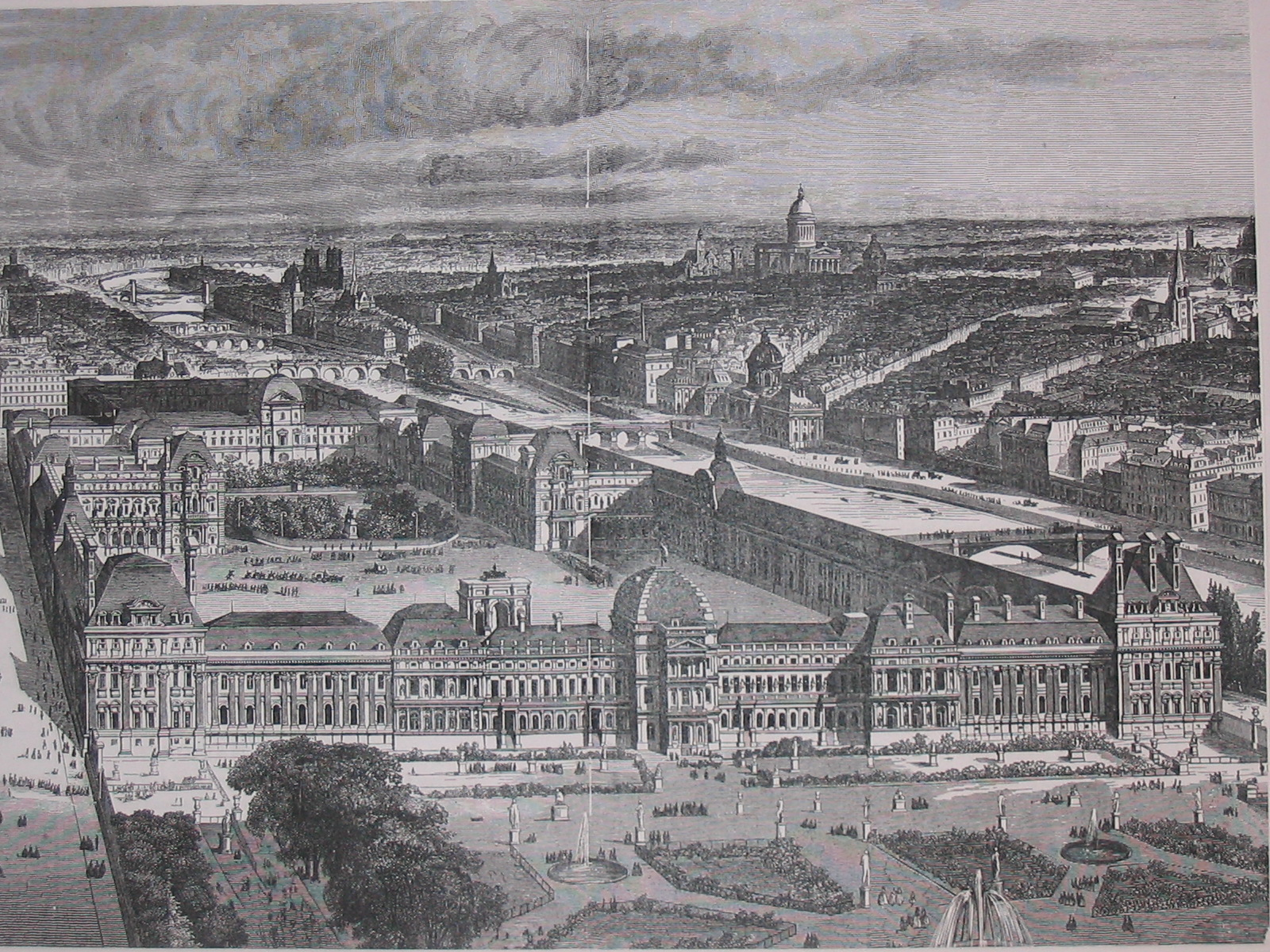
Widok na Luwr i pałac Tuileries z 1857

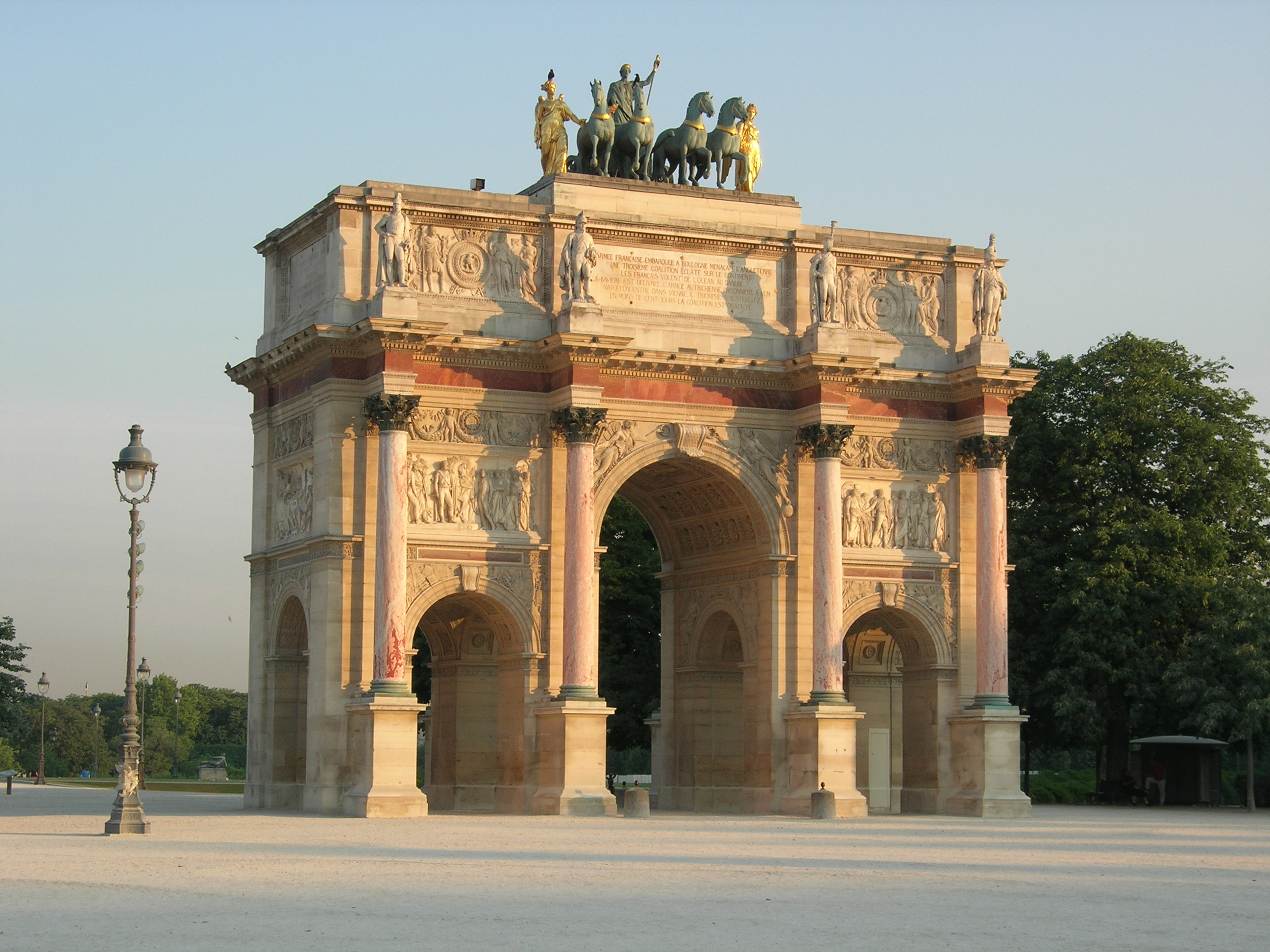
Charles Percier i Pierre François Fontaine. Łuk triumfalny na Cour du Carrousel

Po Rewolucji Francuskiej wznowiono prace nad rozbudową Luwru, który składał się wówczas z zabudowań wokół Cour Carree i zabudowań skrzydła południowego od strony Sekwany. Od zachodu do Luwru przylegał pałac Tuileries. Nadworni architekci Napoleona Bonaparte Charles Percier i Pierre François Fontaine wznieśli północne skrzydło zabudowań łączących Pałac Tuileries i Pavillon de l'Horloge. W ten sposób zabudowania Luwru i Tuileries utworzyły wewnątrz przestronny dziedziniec znany jako Place du Carrousel, w obrębie którego wspomniani architekci wznieśli łuk triumfalny (1806–08).
Ostatnia faza budowy Luwru łączy się z osobą Napoleona III. Zabudowania wznieśli Louis Tullius Joachim Visconti, po nim prace objął Hector Lefuel (gł dekoracja rzeźbiarska). Zabudowania te nazywane Nowym Luwrem przylegają symetrycznie do zachodniego skrzydła z XVI w. mają charakter eklektyczny, z przewagą elementów klasycyzujących. Łączą się ze starszymi pawilonami tworząc po trzy pary dziedzińców wewnętrznych. Walki podczas Komuny Paryskiej spowodowały znaczne zniszczenie zabudowań, przede wszystkim Tuileries; pałac ten spłonął a następnie rozebrano, zachowując tylko dwa narożne pawilony de Marsan i Flory. W ten sposób powstała oś widokowa na zachód w stronę Pól Elizejskich.

## Dekoracja rzeźbiarska Luwru
Niemal w całości elewacje Luwru zdobi bogata dekoracja rzeźbiarska z XVI-XIX stuleci. Przeważają dzieła rzeźbiarzy z XIX stulecia. Najstarsze rzeźby i reliefy zachowały się na zachodniej elewacji od strony Cour du Carrée zaprojektowanej przez Lescota. Rzeźby w większości dłuta Jeana Goujona wykonane w latach 1549-1555 przedstawiają m.in. bóstwa greckie Atenę, Herkulesa, Bellonę, Marsa oraz osobistości starożytnej Grecji m.in. Homera Herodota i Archimedesa. Środkowy tympanon zdobi alegoria wojny, zaś w kartuszu widnieje monogram króla Henryka II. Środkową i północną część zachodniego skrzydła zdobią kariatydy dłuta Jacques’a Sarazina. Tympanon środkowego ryzalitu północnej elewacji przedstawia Napoleona I jako geniusza Francji w asyście Minerwy, Merkurego, oraz alegorii pokoju i prawa dłuta Claude’a Rameya, dekoracja południowej elewacji jest dziełem Augustina Fortina.
Tympanon wieńczący środkowy ryzalit wschodniej fasady zdobi klasycystyczny relief z przedstawieniem Wiktorii na kwadrydze dłuta Pierre’a Cartelliera.
Ponadto wyróżniają się wielkie zespoły rzeźb stanowiące jednolitą całość. Nisze elewacji północnej zdobi wielki cykl rzeźb z przedstawieniami postaci mitologicznych zaś elewacje tzw. Nowego Luwru zdobi cykl Sławnych Mężów Francji – 86 pełnoplastycznych rzeźb Hectora Lefuela i warsztatu.